# Maison de la Presse (Liège)
Pour les articles homonymes, voir Maison de la presse.
La Maison de la Presse devenue la Maison de la Presse et de la Communication de Liège (anciennement hôtel d'Aix puis hôtel de Terwagne-Dehasse), est un hôtel particulier classé situé dans le centre historique de Liège en Belgique.

## Localisation
Cet hôtel particulier se compose de deux immeubles situés aux nos 19 et 19A de la rue Haute-Sauvenière. En réalité, ces immeubles se situent au bout d'une impasse se raccordant à la rue Haute-Sauvenière entre les nos 17 et 21. Cette impasse était jadis appelée la ruelle d'Aix et descendait jusqu'à la rue Basse-Sauvenière. L'entrée de cette courte ruelle se fait sous un porche avec arc en plein cintre. Les façades sont placées en angle droit derrière une cour pavée.

## Chronologie
Les chanoines de l'église Notre-Dame d'Aix-la-Chapelle construisirent un refuge entre le Xe siècle et 1340. De ce refuge, seules des caves extérieures au bâtiment actuel subsistent. Au cours du XVIIIe siècle, les deux immeubles actuels sont érigés, prennent le nom d'hôtel d'Aix et deviennent le siège du receveur des biens et domaines dépendant du chapitre d'Aix. 
À la révolution liégeoise (fin du XVIIIe siècle), le bien devient propriété d'état avant d'être vendu successivement à Nicolas Piette, commissaire de police du quartier de l'Ouest en 1806, à Charles Lamarche, négociant en 1822 et à César (de) Terwagne ou Terwangne, avoué en 1846. La bâtisse prend alors le nom d'hôtel de Terwagne-Dehasse. 
En 1970, la Ville de Liège acquiert l'hôtel, le restaure et en cède la gestion aux journalistes professionnels qui créent la Maison de la Presse ouverte officiellement en 1976. En 2017, en association avec l'Union professionnelle des métiers de la communication, l’hôtel prend le nom de Maison de la Presse et de la Communication de Liège.

## Conception

### La Maison de la Presse
L'immeuble de gauche (no 19) possède une façade en brique de sept travées et trois niveaux (deux étages). Les baies vitrées possèdent des appuis de fenêtre et des linteaux en pierre calcaire qui se prolongent horizontalement sous la forme de bandeaux. La travée de droite ne possède qu'une baie vitrée au rez-de-chaussée.

### Le 19A
Le rez-de-chaussée de l'immeuble de droite (no 19A) compte trois portes et deux baies vitrées. Les deuxième et troisième travées de ce rez-de-chaussée sont entourées par des arcades avec arcs en anse de panier reposant sur des pilastres en pierre de taille. Le premier étage possède six baies aux linteaux bombés alors que le second étage, mansardé, n'en compte que quatre.

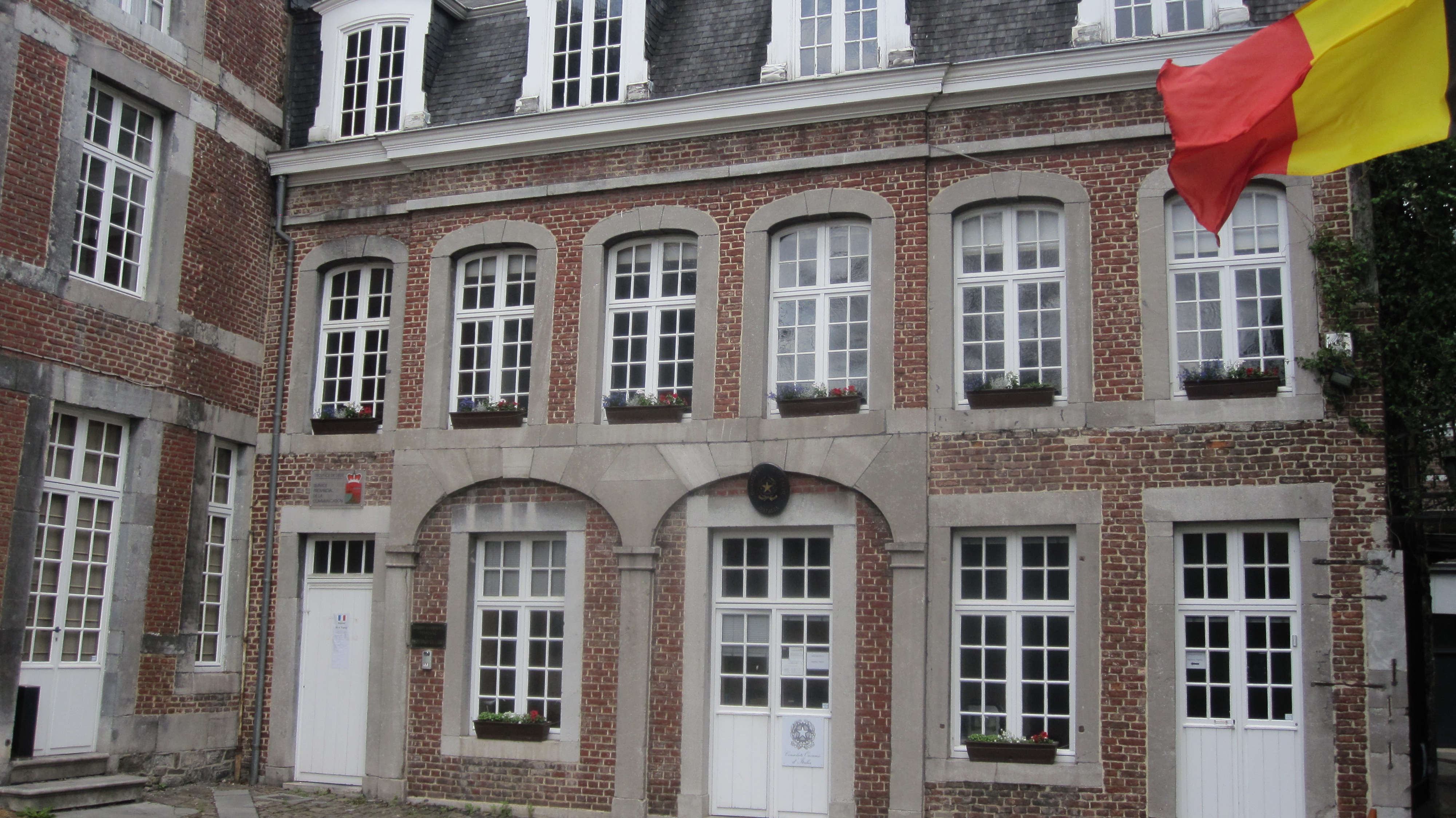
Le consulat d'Italie

## Classement
La Maison de la Presse et de la Communication (façade, toitures et ensemble formé par cet édifice, le jardin, la ruelle et la muraille) est reprise sur la liste du patrimoine immobilier classé de Liège depuis 1982.